# Istituto nazionale di studi romani

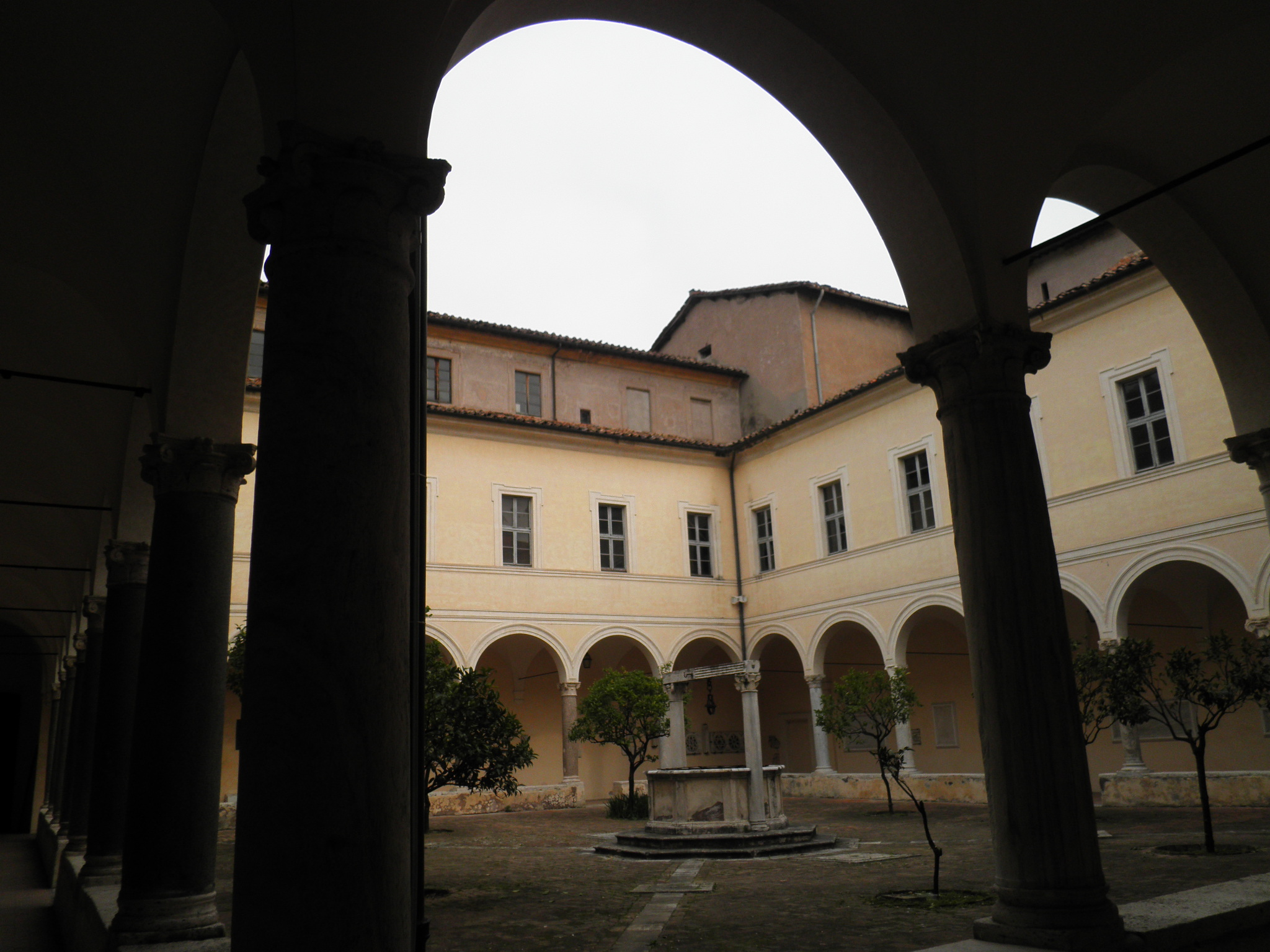
Il cortile dell'ex convento dei santi Bonifacio e Alessio. Al piano superiore ha sede l'Istituto di studi romani.

L'Istituto nazionale di studi romani è un istituto storico italiano fondato nel 1925.

## Storia
L'istituto venne fondato nel 1925 da Carlo Galassi Paluzzi ed eretto in ente morale l'anno successivo, in base alle politiche culturali del regime fascista. Fu ristrutturato su basi accademiche nel 1951 ed è una delle istituzioni culturali ammesse al contributo ordinario dello Stato. Ha sede all'Aventino, in piazza dei Cavalieri di Malta 2, nell'ex convento annesso alla basilica dei Santi Bonifacio e Alessio.
Le finalità dell'istituto sono di ricerca scientifica ed alta divulgazione, relative alla «conoscenza di Roma in tutti i suoi aspetti (storici, archeologici, artistici, urbanistici, linguistici, sociali, economici ecc.) e in ogni tempo della sua storia millenaria, dall'antico ai nostri giorni».
Una delle sue iniziative storiche è il Certamen Capitolinum, concorso internazionale di prosa e poesia latina, la cui prima edizione, riservata alle ultime classi delle scuole liceali del Regno, fu indetto nel 1939.
L'istituto pubblica numerosi testi e possiede una biblioteca di circa 26 000 opere e circa 1 500 periodici e un archivio iconografico di oltre 50 000 immagini, in gran parte relative a Roma e al suo territorio.
L'organo ufficiale dell'ente fu la rivista Roma, fondata nel 1923; dal 1953 divenne, ed è tuttora, la rivista Studi romani.